# Daurische spreeuw
De Daurische spreeuw (Agropsar sturninus) is een vogelsoort uit de familie Sturnidae. Hij komt in de volgende landen/gebieden voor: 

Cambodja, China, Christmaseiland, Hongkong, India, Indonesië, Iran, Japan, Noord-Korea, Zuid-Korea, Laos, Maleisië, Mongolië, Myanmar, Pakistan, Rusland, Singapore, Taiwan, Thailand, Vietnam en Jemen.